# Nico Leunen
Nico Leunen (1974) is een Belgische filmmonteur. Hij studeerde in 1998 af aan de Hogeschool Sint-Lukas Brussel als meester in de audiovisuele kunsten. Leunen is getrouwd met filmregisseuse Fien Troch.

## Selectie van films
- Iedereen beroemd! van Dominique Deruddere samen met Ludo Troch (2000)
- Olivetti 82 van Rudi Van Den Bossche samen met Ludo Troch (2001)
- Steve + Sky van Felix Van Groeningen (2004)
- Een ander zijn geluk van Fien Troch (2005)
- Verlengd weekend van Hans Herbots (2005)
- Khadak van Peter Brosens en Jessica Woodworth (2006)
- Dagen zonder lief van Felix Van Groeningen (2007)
- Linkeroever van Pieter Van Hees (2008)
- Dirty Mind van Pieter Van Hees (2009)
- De helaasheid der dingen van Felix Van Groeningen (2009)
- Turquaze van Kadir Balci (2010)
- 22 mei van Koen Mortier (2010)
- The Invader van Nicolas Provost (2011)
- The Broken Circle Breakdown van Felix Van Groeningen (2012)
- Kid van Fien Troch (2012)
- N: The Madness of Reason van Peter Krüger (2014)
- Lost River van Ryan Gosling (2014)
- Waste Land van Pieter Van Hees (2014)
- Belgica van Felix Van Groeningen (2016)
- Home van Fien Troch (2016)
- Beautiful Boy van Felix Van Groeningen (2018)
- Skate Kitchen van Crystal Moselle (2018)
- Engel van Koen Mortier (2018)
- Ad Astra van James Gray (2019)
- Cool Abdoul van Jonas Baeckeland (2021)
- Le otto montagne van Felix Van Groeningen en Charlotte Vandermeersch (2022)
- Holly (2023)
- Harvest (2024)
- Maldoror (2024)

## Selectie van TV series
- I Know This Much Is True van Derek Cianfrance (2020) - 6 afleveringen
- Betty van Crystal Moselle (2020/21) - 12 afleveringen

## Prijzen
In 2007 werd Nico Leunen een eerste maal genomineerd voor de Vlaamse Cultuurprijs voor Film, maar moest de eer laten aan de vereniging Jekino. In 2012 was Leunen genomineerd voor de Ensor Beste Montage 2012 voor The Invader van Nicolas Provost. De prijs ging die avond naar zijn collega Philippe Ravoet.
In 2013 werd Nico Leunen op een en dezelfde avond op het Filmfestival Oostende twee maal onderscheiden. 
Uit handen van minister Joke Schauvliege ontving hij de Vlaamse Cultuurprijs voor Film 2012-2013. De jury die de minister adviseerde, formuleerde het in het juryverslag met de zinnen "De montage is een van de meest onderbelichte en onderschatte aspecten van dat ontstaansproces. Precies daarom koos de jury voor de eerste keer (en unaniem) voor een filmauteur die achter de schermen werkt.". 
Diezelfde avond ontving hij tijdens de uitreiking van de Ensors de Ensor voor Beste Montage 2013 voor zijn werk aan The Broken Circle Breakdown van Felix Van Groeningen. Hij was in deze categorie ook genomineerd voor de montage van Kid van Fien Troch. In 2015 won hij eveneens de Ensor Beste Montage voor zijn werk aan N: The Madness of Reason van Peter Krüger. Hij was in deze categorie ook genomineerd voor de montage van Waste Land van Pieter Van Hees.
In juni 2015 werd Leunen verkozen als lid van de Academy of Motion Picture Arts and Sciences, en mag mee over de uitreiking van de Oscars beslissen.
In oktober 2016 won Leunen de Knack Focus Jo Röpcke Award voor zijn werk als monteur en coscenarist voor de film Home van zijn vrouw Fien Troch. Hij kreeg de onderscheiding voor 'de manier waarop hij beeldend verhalen kan vertellen, structureren en ritmeren en voor zijn bemeten visie op cinema buiten de montagekamer'.
In november 2021 werd Leunen als eerste Belg ooit toegelaten tot de toonaangevende American Cinema Editors (ACE) gilde. Jaarlijks reikt ACE de Eddy Awards uit, prijzen voor het beste montagewerk.